# WRN
La helicasa dependiente de ATP del síndrome de Werner (WRN) es un gen humano que codifica la proteína Werner, un tipo de enzima llamada helicasa. Las helicasas generalmente desenrollan y separan la doble hebra de ADN. Estas actividades son necesarias antes de determinados procesos como la replicación del ADN que tiene lugar antes de la división celular. Las helicasas también son críticas en el proceso de síntesis de proteínas, ya que también es necesario desenrollar el ADN para que se produzca la transcripción genética. Numerosas evidencias sugieren que la proteína Werner juega un papel crucial en la reparación del ADN. En términos generales, se puede decir que esta proteína ayuda en el mantenimiento de la estructura e integridad del ADN genómico.
El gen WRN se localiza en el brazo corto (p) del cromosoma 8 entre las posiciones 12 y 11.2, y desde la base 31.010.319 hasta la base 31.150.818.

## Condiciones asociadas
El síndrome de Werner es causado por la mutación del gen WRN. Se han descrito más de 20 mutaciones de este gen, todas ellas causantes del síndrome de Werner. Muchas de estas mutaciones dan lugar a una proteína Werner anormalmente corta. Las evidencias obtenidas sugieren que la proteína alterada no es transportada al interior del núcleo celular, donde normalmente interacciona con el ADN. Esta proteína más corta también podría ser digerida rápidamente, conduciendo a una pérdida de la proteína Werner en la célula. Sin la presencia de esta proteína en el núcleo, las células no pueden llevar a cabo los procesos de replicación, reparación y transcripción del ADN. Los científicos aún están determinando como estas mutaciones causan la aparición prematura de la vejez en el síndrome de Werner.

## Interacciones
La proteína WRN ha demostrado ser capaz de interaccionar con:
- Ku70[1][2]
- PCNA[3][4]
- DNA-PKcs[5][6]
- p53[7][8]
- Ku80[1][2]
- FEN1[9][10]
- WRNIP1[11]
- Proteína del síndrome de Bloom[12]
- TERF2[13] y
- RNF4.[14]